# Tabanus atripilosus
Tabanus atripilosus är en tvåvingeart som beskrevs av Schuurmans Stekhoven 1926. Tabanus atripilosus ingår i släktet Tabanus och familjen bromsar. Inga underarter finns listade i Catalogue of Life.